# Марков, Василий Васильевич
Васи́лий Васи́льевич Ма́рков (25 апреля 1919 года, село Грунин Волгол, Орловская губерния — 7 марта 1999 года, Павловский Посад) — советский лётчик-ас, капитан, участник Великой Отечественной войны, Герой Советского Союза (1944). Почётный гражданин города Павловский Посад (1992).

## Биография
Родился 25 апреля 1919 года в селе Грунин Волгол (по другим сведениям — в деревне Губино) ныне Становлянский район, Липецкая область. Окончил 7 классов школы, в 1937 году — школу ФЗУ в Москве. Работал токарем на московском заводе «Калибр».
В РККА с декабря 1938 года. В 1940 году окончил Борисоглебскую военную авиационную школу лётчиков. Служил в строевых частях ВВС (Среднеазиатский военный округ).
Участвовал в Великой Отечественной войне. С января 1943 года по сентябрь 1944 года — помощник командира 116-го истребительного авиационного полка по воздушно-стрелковой службе, до мая 1945 — командир авиаэскадрильи 148-го истребительного авиационного полка. Воевал на Северо-Кавказском, Юго-Западном, 3-м Украинском, 2-м Прибалтийском и Ленинградском фронтах.
Участвовал в обороне Новороссийска, освобождении Донбасса, Левобережной и Правобережной Украины, Прибалтики, блокаде курляндской группировки противника. Всего за время войны совершил 369 боевых вылетов на истребителях ЛаГГ-3, Ла-5 и Як-9, в 88 воздушных боях лично сбил 29 самолётов противника.
Указом Президиума Верховного Совета СССР «О присвоении звания Героя Советского Союза офицерскому составу военно-воздушных сил Красной Армии» от 4 февраля 1944 года за «образцовое выполнение боевых заданий командования на фронте борьбы с немецкими захватчиками и проявленные при этом отвагу и геройство» был удостоен звания Героя Советского Союза с вручением ордена Ленина и медали «Золотая Звезда».
В этом же году ему было присвоено воинское звание «капитан».
После войны продолжал службу в строевых частях ВВС СССР (Прибалтийский военный округ). В ноябре 1945 года вышел в запас в звании капитана. Жил в городе Павловский Посад Московской области.
Умер 7 марта 1999 года. Похоронен на Старом городском кладбище в Павловском Посаде.
Сын — Владимир Васильевич Марков (род. 1947), российский учёный, лауреат Государственной премии Российской Федерации.

## Награды и звания
- Медаль «Золотая Звезда» № 3219;
- орден Ленина;
- четыре ордена Красного Знамени (1943, 1943, 1944, 1945);
- орден Александра Невского (1945);
- два ордена Отечественной войны I степени (1943, 1985);
- почётный гражданин города Павловский Посад (1992 год);
- другие награды.

## Память
- В Павловском Посаде на доме, в котором жил В. В. Марков (Южная улица, 17), установлена мемориальная доска[3]. Бюст Героя установлен в здании городского автовокзала.